# Poble itzá
Els itzá o itzás (en el seu idioma bruixot de l'aigua) és el nom d'un poble maia que emigrà a Yucatán aproximadament en el segle iv, provinent possiblement d'El Petén. Actualment viuen al voltant de la ciutat de Flores (el Petén), a Guatemala.

## Dades històriques
Els també coneguts com els savis iniciats són considerats com una branca descendent dels chans o putuns -també tantuns, nom associat a l'illa de Cozumel-, coneguts per parlar la llengua maia d'una manera entretallada.
Segons l'historiador Juan Francisco Molina Solís, els chans (per Holón Chan, el seu líder) -després anomenats itzás- es van establir a Bacalar -avui Quintana Roo, estat oriental de Mèxic- "durant la primera baixada, o baixada petita de l'orient, que esmenten les cròniques" cap al 320 dC. Dos segles després, cap al 525 dC van començar a emigrar cap al ponent de la península de Yucatán per establir-se primer a Chichén Itzá, i després fundar altres populoses ciutats: Izamal, T'Hó (avui Mérida), Champotón.
D'acord amb el Chilam Balam de Chumayel, els itzá van començar a arribar de Centreamèrica dels voltants de les fonts de l'Usumacinta a la península de Yucatán, entrant per Bacalar i pujant al nord i occident. Van viure a Chichén Itzá del 525 al 692 dC, tenint un llarg pelegrinatge per tota la península, començant per Polé (Xcaret).
Per raons polítiques, econòmiques i culturals van abandonar el lloc i van pelegrinar a Chakán Putum, avui Champotón, on van habitar més de dos-cents anys fins a l'any 928.
A l'arribada dels xius a la península de Yucatán, els itzá van ser desplaçats de Chakán Putum i van iniciar un pelegrinatge de 40 anys per la selva, tornant més tard a Chichén Itzá.

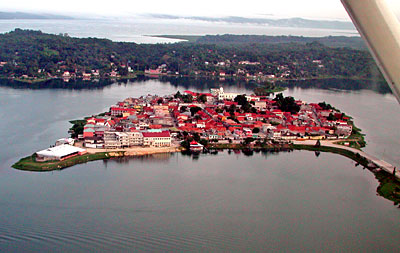
Vista de Flores, construïda sobre les ruïnes de Tayasal, l'última capital dels itzá a partir de 1697.

Van rebre alta influència de la cultura tolteca segons es veu per la transmutació de Quetzalcóatl en el déu Kukulcan de preeminència en el panteó maia.
Van ser partícips de la Lliga de Mayapán, fins que aquesta es va desfer, i van emigrar al Petén guatemalenc l'any 1194 on van viure a Tayasal (tah itza, lloc dels itzá, actualment la ciutat de Flores, fins que foren finalment dominats pels conquistadores espanyols.
En 1525, Hernán Cortés, després d'haver manat penjar Cuauhtémoc, a la rodalia de ango, va continuar la seva ruta en la persecució de Cristóbal de Olid, i en aquest viatge es va entrevistar amb Ah Kaan Ek (Canek), a Tayasal. Els espanyols van deixar un cavall moribund, i els itzá sentiren responsabilitat de la mort del cavall, i per temor a les repressàlies en el possible retorn de Cortès, van fabricar un cavall de fusta.
En 1618 els missioners franciscans van intentar evangelitzar als itzá del Petén guatemalenc sense èxit, fou llavors quan es van adonar que els maies itzá adoraven a un cavall de fusta.
Finalment els itzá van ser conquistats pels espanyols al comandament de Martín de Urzúa y Arizmendi l'any 1697.